# 부룬디 리그 A
부룬디 리그 A(Burundi Ligue A)는 부룬디의 최상위 축구 리그이다. 리그는 1972년에 설립되었으며 총 16개 팀으로 구성되어 한 시즌 동안 홈 앤 어웨이에서 30라운드를 치른다.또한 리그 스폰서로 인해 프리머스 리그라고도 불린다